# Жариковское сельское поселение
Жариковское се́льское поселе́ние — сельское поселение в Пограничном районе Приморского края.
Административный центр — село Жариково.

## История
Статус и границы сельского поселения установлены Законом Приморского края от 6 декабря 2004 года № 184-КЗ «О Пограничном муниципальном районе»
Законом Приморского края от 27 апреля 2015 года № 593-КЗ, Жариковское и Барабаш-Левадинское сельские поселения преобразованы, путём их объединения, в Жариковское сельское поселение с административным центром в селе Жариково.

## Население
| 2010  | 2011  | 2012  | 2013  | 2014  | 2015  | 2016  |
| ----- | ----- | ----- | ----- | ----- | ----- | ----- |
| 3002  | ↘2991 | ↘2845 | ↘2814 | ↘2707 | ↘2670 | ↗2894 |
| 2017  | 2018  | 2019  |       |       |       |       |
| ↘2829 | ↘2753 | ↘2682 |       |       |       |       |

## Состав сельского поселения
| № | Населённый пункт | Тип населённого пункта       | Население |
| - | ---------------- | ---------------------------- | --------- |
| 1 | Барабаш-Левада   | село                         | ↘271      |
| 2 | Богуславка       | село                         | ↘851      |
| 3 | Духовское        | село                         | ↘219      |
| 4 | Жариково         | село, административный центр | ↘1167     |
| 5 | Нестеровка       | село                         | ↘571      |
| 6 | Рубиновка        | село                         | ↘194      |

## Местное самоуправление
Администрация
Адрес: 692588, с. Жариково, ул. Кооперативная, 35. Телефон: 8 (42345) 25-3-48
Глава администрации
- Антонюк Людмила Григорьевна